# Tekele Cotton
Tekele Mozet Cotton (Mableton, 27 maggio 1993) è un cestista statunitense.

## Carriera
Dopo diverse stagioni a Ludwigsburg, nelle quali si distingue sia in campionato che in Basketball Champions League, competizione in cui nella stagione 2017-18 contribuisce all'approdo in semifinale della sua squadra con 10,3 punti di media, viene ingaggiato dall'Auxilium Torino per la stagione 2018-19.
In LBA, nel corso del girone d'andata, gioca solo le prime cinque partite (11,8 punti di media) a causa di un lungo infortunio. Rientra solamente alla 17ª giornata, segnando 7 punti in 20 minuti.